# Syzygium ampliflorum
Syzygium ampliflorum là một loài thực vật thuộc họ Myrtaceae. Đây là loài đặc hữu của Indonesia. Chúng hiện đang bị đe dọa vì mất môi trường sống.